# Giacomo Leopardi
Giacomo Leopardi (Recanati, Olaszország, 1798. június 29. – Nápoly, 1837. június 14.) az egyik legnagyobb olasz költő és gondolkodó, vagy ahogy egyesek nevezik, filozófus-költők egyike. A gyermekkorától kezdve gyenge fizikumú, egyesek által nyomoréknak tartott grófi származású fiú látása is korlátozott volt, de szelleme mégis maradandót alkotott.
Húszéves korára kitartó szorgalmának köszönhetően kiváló klasszika-filológussá vált és komoly nemzetközi hírnevet is szerzett magának. Életműve nem tűnik nagynak, hiszen 34 vers, hét töredék, huszonnégy filozófiai dialógus, egy szatirikus politikai eposz és a jegyzetfüzete maradt az utókorra. Ő volt a pesszimizmus, a világfájdalom költője és egyben a forradalmi hazafiság, a jobb életre vágyó szenvedő ember érzéseit is megtestesítette. A halál még élete teljén 38 éves korában Nápolyban és környékén pusztító tömeggyilkos kolerajárvány képében ragadta magával.

## Élete
Giacomo Leopardi 1798. június 29-én született Recanatiban, Monaldo Leopardi gróf és Adelaide Antici első gyermekeként. Ősi, olasz nemesi családban látta meg a napvilágot, amelyet ennek megfelelő konzervatív és merev szokások jellemeztek. Az apja alkalmatlan volt a családi gazdaság vezetésére, és 1803-tól kezdve már csak írói és közéleti tevékenységének szentelte magát. Recanatival foglalkozó helytörténeti tanulmányait tartják jelentősnek. Kétségtelen, hogy az apa oltotta be Giacomóba a tudomány és a művészetek iránti rajongást. Az anyja sokkal talpraesettebb volt a családi gazdálkodás téren, de ő komor és érzelmileg szegény ember volt, mély vallásossága mellett hihetetlenül szigorú volt a gyermek Giacomóval. Később azokat a kísérleteit, hogy esetleg függetlenítse magát a családi háztól, az anya kíméletlenül letörte. Carlo, Giacomo Leopardi öccse így írt erről: "Anyánk tekintetét mindig magunkon éreztük: ez volt benne az egyetlen gyengédség."
Az elsőszülött Giacomót egyébként még 10 testvér követte, de közülük csak kevesen maradtak életben: Carlo Leopardi (1799-1878), Paolina Leopardi (1800-1869), Luigi Leopardi (1804-1828) és Pierfrancesco Leopardi (aki a családi vagyon örököse és a családi ág folytatója lett, 1813-ban született) voltak azok, akik megélték a felnőttkort. Két testvérével, Carlóval és Paolinával együtt kezdte meg 1807-ben a tanulást. Már ekkor is írogatott verseket. Tehetséges volt a nyelvtanulásban szinte egyedül tanult meg olyan nyelveket, mint a görög és a héber. Azt mondták róla, hogy görögül majdnem jobban tudott, mint anyanyelvén. Alig 15 évesen nehéz filológiai tanulmányokba fogott. 1809-től már komolyan foglalkozott a költészettel, "őrült és reményvesztett" tanulásba fogott, amelynek köze lehetett későbbi testi bajainak kialakulásához is.
Első szonettje még 1809-ből való, amelyet aztán folyamatosan követtek az újabb kísérletek. 1812-ben tragédiát ír Pompeiusz Egyiptomban címmel. Még szinte serdülő gyermekként megírta a Csillagászat történetét (Storia dell'astronomia, 1813). Ekkor még atyja szélsőségesen legitimista politikai nézetét képviselte, de 1818-tól kezdve egyre határozottabban lelkesedett a hazafias köztársasági és demokrata eszmékért. 1816-tól Leopardi érdeklődése mindinkább elhagyta a szigorú filológiai kutatásokat. Az Aeneis második könyvének fordítása (1816), amely a milánói Stella kiadó nyomtatásában meg is jelent, lehetővé tette, hogy kapcsolatba kerüljön Vincenzo Montival és Pietro Giordanival és az utóbbival intenzív levelezésbe fogott. 1817-ben érte az első szerelem élménye (unokatestvére Gertrude Lazzari iránt), amelyből rövid elbeszélést is készít (Diario d'amore). Ugyanebben az évben kezdte meg a Zibaldone (Jegyzetfüzet) írását, amely szellemi fejlődésének sajátos és eredeti naplója (ezt 1832-ig vezette).
1819-től egészségi állapota hirtelen megromlott olyannyira, hogy tanulmányait is fel kellett adnia. "Kezdtem reményemet veszíteni és mélyen elgondolkodni a dolgokon – írta egyik levelében –, s a költőből, aki voltam, hivatásos filozófussá válni és átérezni a világ nyilvánvaló boldogtalanságát, ahelyett, hogy megismertem volna." Alapélménye a magány és az unalom lett (szembetegsége miatt hosszú tétlenségre volt ítélve), melynek következtében erősödött meg végtelen pesszimizmusa. Az 1819-1821-es évek termékenyek költészetét illetően: sok verset írt, amelyeket mindig alapos és igényes előkészítő munka előzött meg. 1822-ben nagy reményekkel Róma városába ment (első útja volt Recanatin túl), de csalódnia kellett. A város egésze taszította: egyetlen vigasza Torquato Tasso síremlékének megtekintése és a filológus Angelo Mai barátsága volt. Rómában egyébként számos kiváló filológussal és történésszel ismerkedett meg (Barthold Georg Niebuhr, von Bunsen).
1823-ban visszatért Recanatiba az ekkor már ismert költő. A következő évben fogott neki az Operette morali (Rövid erkölcsi írások) megírásának. Mind témáival, mind hangvételével (Lukianosz stílusában írt, szatirikus dialógusoknak nevezte őket) és komikus-ironikus hangjával a mű egyszerűen befogadhatatlan volt kora számára. 1825-ben Leopardi Milánóba utazott, majd Bologna volt a következő úti cél azért, hogy művei kiadásának szerezzen további pártfogókat. Irodalmi szalonokat (pl. Vieusseux szalon) látogatott és nyelvórákat adott. Bolognában egyébként különösen jól érezte magát. 1827 júniusában Firenzébe költözött, ahol Giordani már várakozásteljes légkört teremtett személye iránt. Itt ismerkedett meg Alessandro Manzonival, de eltérő személyiségük miatt nem értették meg egymást. Leoparditól nagyon messze állt Manzoni magabiztossága és sikeres irodalmi pályája.
1828-ban, rövid, de annál kellemesebb pisai kitérő után kénytelen volt visszatérni Recanatiba, ahol verseskötetének a Canti-nak újabb darabjait készítette el. Az itt töltött időszakkal kapcsolatban borzalmas hónapokról számolt be barátjának ("tizenhat hónap éjszaka"). 1830-ban ismét Firenzébe ment, ahol egy irodalmi pályázaton részt vett az Operette morali-val. Az eredmény teljes kudarc volt. Leopardi előszeretettel túlozza el ezen évek magányosságát és kitaszítottságát, pedig barátaitól sok támogatást és tiszteletet kapott. Bunsen például állást kínált neki a berlini egyetemen (görög filozófia tanára), ahol már rajongva várták a költő érkezését. Egészségi állapotára hivatkozva azonban elutasította a felkérést. Később a Vatikáni Apostoli Könyvtár élére szerették volna kinevezni, de nyílt ateizmusa miatt egyházi körökben nem nézték őt jó szemmel. Firenzében ismerkedett meg a Nápolyból száműzött Antonio Ranierivel, akivel mély barátság fűzte később össze. Utolsó éveiben Ranieri és húga, Paolina gondoskodott a költőről.

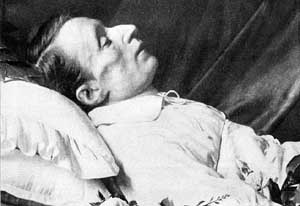
Leopardi halálos ágyán 1837-ben

1831 áprilisában, a Piatti Kiadónál, megjelent a Canti. Ezekben az években látása már rohamosan romlott: csaknem állandóan sötétségben volt kénytelen élni. 1833-ban Ranierivel együtt egy Nápoly melletti vidéki birtokra költözött, ahol rendkívül szerény körülmények között éltek, ráadásul Leopardi Nápoly kulturális világába sem tudott beilleszkedni. Élete végére teljesen elszigetelődött. Apja rendszeresen küldött anyagi támogatást neki és Leopardi mindvégig mély szeretet tanúsított iránta. Harmincnyolc évesen halt meg hidropszia következtében. A városban ekkor hatalmas kolerajárvány dúlt, de ennek következményeit sikerült a várostól távoli birtokon elkerülnie. Mindenesetre Ranierinek komoly erőfeszítésébe került, hogy a költő testét, a szigorú rendszabályok ellenére, ne egy jeltelen tömegsírba hantolják el. Vergilius mellé temették az újkor nagy itáliai költőjét.
Giacomo húga ezt jegyezte be a Leopardi család évkönyvébe: "1837. június 14-én Nápoly városában elhunyt drága bátyám, aki Európa legelső irodalmárainak egyike volt. A Pozzuoli utcában található San Vitale-templomban hantolták el. Isten veled drága Giacomo. Mikor látjuk viszont egymást a paradicsomban?"

## Leopardi gondolkodói fejlődése
Mindmáig az egyik legnagyobb vitatéma, hogy Leopardi mennyiben tekinthető autentikus filozófusnak, miközben költői géniusza megkérdőjelezhetetlen, sőt az utóbbi időben filológiai munkásságának is egyre nagyobb figyelmet szentelnek. Tény, hogy számos írásában, mint filozófus nyilatkozott meg, amelyben olyan témák kerültek felszínre, mint a lélek vagy a természet mibenléte, a vallás problémái és az erkölcs szerepe, bár ezeket soha nem rendezte a korszak filozófiai elvárása szerinti szisztematikus művekké. Leopardi "rendszertelensége" azonban csak látszólagos: műveit precíz logika, de legalább olyan mértékű költői érzékenység fogja át, amelyben egymásba folyik a képzelet és a rideg értelem világa, ahol egyszerűen elmosódik a tiszta és absztrakt filozófiai érvelés és a költészet közötti határvonal. Az értelem leleplezte végesség és a képzeletben otthonra lelő végtelen drámája adja Leopardi költő és gondolkodói mivoltának páratlan súlyát. Giorgio Ficara, Leopardi egyik modern kritikusa is éppen ezt a drámai szembenállást mutatja meg műveinek alapjában. Törekvése, hogy a filozófia és a költészet nyelve ismét egymásra találjon.
Az olasz irodalmi kritikai hagyományban a Francesco de Sanctistól Benedetto Croceig terjedő vonal tagadta Leopardi filozófiai rangját, és megállapításainak – szerintük – alig van komoly, számba vehető jelentése, eredetisége és mélysége. Ezzel szemben Giovanni Gentile vagy Adriano Tilgher autentikus és nagy filozófusként értékelik, noha Leopardi önmagában nem vizsgál ismeretelméleti vagy metafizikai problémákat. Hasonló álláspontra jut Nicola Abbagnano is Leopardi filozófiai helyzetét illetően. Emanuele Severino, jelenkorunk egyik legnagyobb filozófusa így nyilatkozott ebben a kérdésben: "Személyes véleményem az, hogy a jelenkori filozófia legnagyobb alakjáról van szó. Leopardi voltaképpen előkészítette a nyugati hagyomány destrukciójának alapjait, amelyet korunk legmeghatározóbb gondolkodói, mint Nietzsche, Wittgenstein és Heidegger vittek és fejlesztettek – de nem radikalizáltak – tovább. Sajnos el kell ismerni, hogy az irodalmi kritika – s itt nem akarom alulértékelni ezt a kulturális tevékenységet – alapvetően hozzájárult ahhoz, hogy Leopardi filozófiai jelentőségét árnyákba borítsa. A kritika anélkül mélyedt el Leopardi műveiben, hogy számot vetett volna azzal, hogy olyan szerzővel van dolga, aki a nyugat nagy filozófiai hagyományával, vagyis a görög gondolkodással folytatott párbeszédet."
A második világháború utáni kritika (Luperini, Binni, Timpanaro, Bosco stb.) főleg Leopardi „heroizmusára” és komor felszín mögötti értéktartalom feltárására koncentrált, amely olyan gondolkodást jelez, amely ugyan nem éri el a filozófiai rangot, de a morális cselekvés éltető és tápláló forrásává lesz. A legújabb kritika főleg stilisztikai kérdésekre irányul (Bigongiari, Getto stb.). Giovanni Ipavec szerint Leopardi filozófiai státuszának legnagyobb problémája, hogy alkalmaz ugyan filozófiai eszközöket, de ezt sohasem a racionális kritika részeként teszi, hanem éppen hogy saját negatív alapérzéseit erősítgeti meg vele. Általában soha nem azt vizsgálja, hogy egy kijelentésnek milyen érvényessége lehet, hanem azt, hogy mi minden igazolja: „az ítélet, ha analízis eredménye, akkor objektív és logikailag érvényes, ám ha megelőzi, akkor előítéletté változik, amely torzítja és eszközévé teszi amannak eredményeit.”

### Ifjúkora (1798–1816)
Leopardi lelki fejlődését a személyes-családi kapcsolatok és az adott kor történeti-kulturális viszonyainak összessége, egymásra hatása alapozta meg. Ezek az ő esetében úgy alakultak és formálódtak, hogy szinte kivétel nélkül valamennyi saját boldogtalanságának tudatát erősítette, igazolta. Szinte minden idejét tanulással töltötte, amelyről ő maga is tudta, hogy milyen káros akkor, ha megakadályozza a természetes fizikai állapot adta lehetőségek kibontakozását. Talán ezért is alapvető témája marad az antik és a modern ember közötti fizikai különbség hangsúlyozása, hogy torz testben sem a szépség, sem az erkölcs iránti tisztelet nem fejlődhet ki ("Virtù non luce in disadorno ammanto", L'ultimo canto di Saffo, v.54 – énekli Szapphó-Leopardi).
A túlzásba vitt tanulás és az ezzel járó mozgásszegény élet krónikus betegségeket és fizikai deformitást okozott nála. Leopardi korában sem lelhetett sok vigaszra. A Szent Szövetség Európája és annak rendje (a kíméletlen hatalmi logika) és az emberiség „csodás sorsa és haladása” ("magnifiche sorti e progressive") Leopardit keseríti, mert a racionalizmus diadala mögött az emberi gondolkodás és képzelet rohamos elszegényedését látja meg. Sajátos materializmusa korának gondolkodásában megjelenő hamis idealizmussal szembeni álláspontot jelent. Ebbe tartozik bele a romantikával és a klasszicizmussal kapcsolatos felfogása is. A romantikát az antik művészetet teremtő szemlélettől való eltávolodással vádolja, így az a képzelet hamis forrásává lesz, akárcsak korának naiv hite az emberiség haladásáról. Személyes rosszérzése így előbb az emberiség történelmére, majdózsef Luigi Blasucci szerintózsefa Szapphó-énektől kezdődően az egész létezésre vonatkozó pesszimizmussá alakul át.

### A történeti pesszimizmus korszaka (1816–1820)
Leopardi valódi filológusként kezdte tevékenységét (sokáig így is ismerték el). A filológia a múltat a jelen számára olyan értékként mutatja fel, amellyel az versenyre nem kelhet, következésképpen értéktelenebb, tehát létrejön az első ellentétpár a modernitás és az antikvitás ("moderno" – "antico") között. Leopardinál ez az ellentétpár a képzelet ereje és minősége, valamint a hideg racionális értelem között további szempontokkal egészül ki. A történelmi hanyatlás kezdetét Brutus politikai és katonai vereségéhez köti, amikor a nyers hatalmi logika végérvényesen szétzúzta a régi köztársaság rendjét, amelynek szemléletes képét nyújtja a Bruto minore című versében. A képzelet és az értelem viszonya teremti meg a többi ellentétpárt is, mint az önszeretetnek az altruizmus a pozitív és az egoizmus a negatív párja esetében. A képzelet, mivel mindig a dolgok "mögé" lát, idealista, az értelem viszont mindig konkretizál, tehát realista. Frank Rosengarten szerint éppen ez utóbbi jellemzi Leopardi pesszimizmusát.
A történelmi folyamatban kibontakozó értelem (ragione), fejlődése révén (az egyéni különbségeket hangsúlyozva,) éppen a látásmód szűkítéséből eredő negatív hatást készíti elő, részben azáltal, hogy elpusztítja és tönkreteszi az ember ősi illúzióit, a vágyainak enyhülést adó forrást. A fejlődés valódi iránya ezért nem az ész tökéletességében és az igazság megismerésében áll. „Következésképpen nagyot tévednek, akik azt mondják és azt prédikálják, hogy az ember tökéletessége az igazság megismerésében keresendő, és minden baja a hamis nézetekből meg a tudatlanságból származik, s hogy az emberiség akkor lesz boldog, ha mindenki vagy legalábbis az emberek többsége megismeri az igazságot, s eszerint szervezi meg és éli le az életét.” Leopardi történelmi pesszimizmusa tehát az antik és modern ellentétpár mentén formálódik, amelynek alapja a képzelet világának elgyengülése. A képzelet korának hanyatlása egyben az erős interakciókat hordozó társadalmak (societá stretta) lassú bomlásának is a kezdetét jelenti. A végpont a túlburjánzó civilizáció (civiltá eccessa), amelyben minden a gazdaságosság és a rideg számítás alá esik.

### Ahriman igézetében (1820–1830)
Idővel Leopardi úgy gondolta, hogy az egyének antiszociális és egoista magatartása mindenekelőtt nem erkölcsi romlottságuk okán áll elő, hanem a természet és az értelem ellentéteként, magát az egész létezést jellemzi. Eljut a boldogtalanság ontológiai magyarázatához, vagyis ahhoz a Schopenhauer által már fájdalmasan jelzett tényhez, hogy nem az egzisztálás van az egzisztenciáért, hanem éppen fordítva, az egyedi létezők vannak a létezésért. Ez egy önfelemésztő folyamat, amely az egyedi teremtmények folytonos elpusztítása és teremtése révén tartja fenn magát. A mindenség alapja tehát a rossz, hiszen a létezés csak a pusztítás révén tartható fönn.
A természettel kapcsolatban Leopardi álláspontja kettős: egyrészről ő maga minden illúziónak és szépségnek a forrása, másrészről ő a legfőbb gonosz megtestesülése. Élete vége felé mindinkább a természetet és nem az embert teszi felelőssé a gyötrelmes létezésért. „Filozófiám mindenben a természetet teszi felelőssé és teljesen felmenti az embereket, és a gyűlöletet vagy a könnyeket egy magasabb elv, a létezők valamennyi bajának okozója ellen fordítja.” (Zibaldone, 1829. január 2.) Ez a „csúf és gonosz” hatalom a természet, amelyet a perzsák ősi vallása egyik istenének nevével Ahrimannak nevezett el. Leopardi egy 1833-as költemény vázlatában, amelyben a gonoszság istenéhez fordul, bevallja: „életemben én voltam a te legnagyobb prédikátorod, vallásodnak apostola.” (Ad Arimane, 1833).

### Az utolsó évek üzenete (1830–1837)

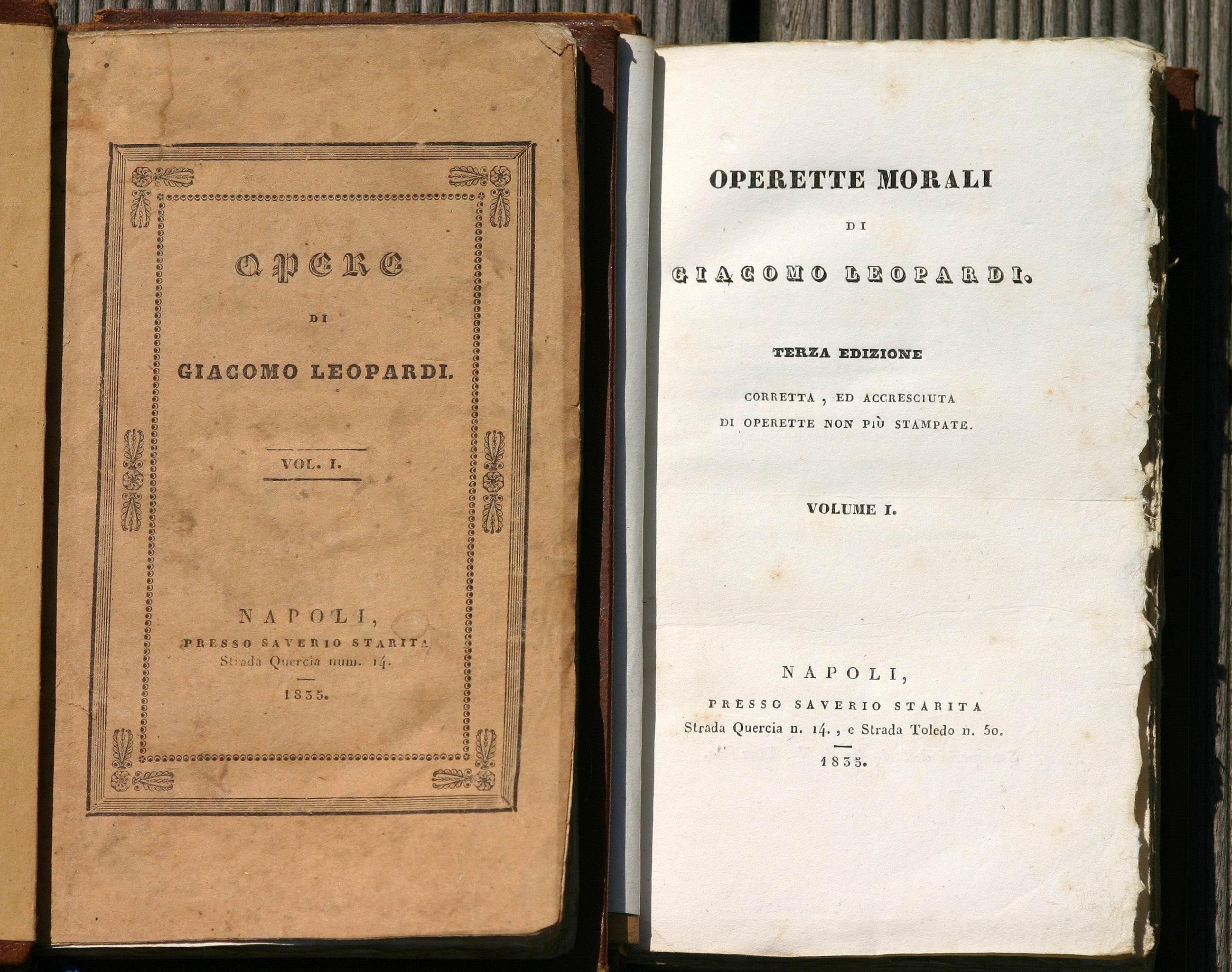
Leopardi még életében kiadott munkája az Operette Morali utolsó kiadása, Napoly 1835.

Azonban nem véletlen, hogy Leopardi soha nem írta meg Ahriman dicséretét. Kritikusai arra figyelmeztetnek, hogy 1827-től gondolkodását egy sajátos kettősség jellemezte, amely a Plótinosz és Porphüriosz párbeszédének megírása után jelent meg. Ez a dialógus nyílt szakítást hozott a belenyugvást és a történelmi szükségszerűség elfogadását hirdető sztoikus etikával szemben (az öngyilkosságról elmélkedve a baráti kapcsolatok fontosságához jut el, vagy a kegyetlen természettel szemben az emberi összefogás és társas élet morális felmagasztalásához). S bár Leopardi generikus pesszimizmusán aligha változtatott is valamit, sőt annak hátterében, mindinkább egy konstruktív erkölcsi magatartás felvállalására törekedett. Ez lett a szolidaritás etikája, amely a Ginestra központi témáját alkotva egyben Leopardi erkölcsi testamentumaként is felfogható. A végső üzenet az emberi közösség összefogásának vágya, amely ugyan a természettel szemben, de végeredményben a természetért magáért történik. Mindenesetre Leopardi soha nem tagadta meg az univerzumtól, a természettől annak jogát, hogy titok maradjon és maradhasson az ember számára. "Arcano è tutto | Fuor che il nostro dolor." (Minden titokzatos, fájdalmunkat kivéve.) A "titok" költészetének egyik lényeges és szervező eleme maradt mindvégig. Ennek is köszönhető, hogy a természetről való beszéde ellentétes véleményeket fűz egybe (ahogy a természeti folyamatokat is ellentétek alkotják), hol úgy, mint az illúziók adományozójáról, hol mint gyermekeinek kegyetlen mostohájáról.

## Költészetének néhány sajátossága
Leopardi költészete kettős: egyrészről tudatosan szakított a hagyományos verselési formákkal és elképzelésekkel, másrészről nagyon is határozott nyelvi ortodoxia jellemzi, amelyet egyfajta akadémikus felfogásként is értékelhetünk. Ez más nyelvekre történő átültetését rendkívül megnehezíti. Nyelvi archaizmusa és latinizmusa azonban nem öncélú, hanem a szavak ősi értelmének, primitív jelentésének megőrzését szolgálja. Ebbe a költői felfogásba illeszkedik be a költői térnek tudatos felbontása, a strófák belső felosztásának törlése, valamint a rímek fokozódó leépítése. A változásokkal az a célja, hogy a költemény szintaktikai mozgásai teljesen szabadon érvényesülhessenek. Ezt szolgálják verseiben a különféle verstani eszközöknek (pl. enjambement) használata, a szemantikai többértelműség kijátszása.
Mindez élesen szembeállította őt a Vincenzo Monti űzte költészettel és a romantikusok költészeti elveivel. Az egyiknek túlságosan felforgató volt, a másiknak pedig túlzottan konzervatív. Leopardi a meghatározatlanságra és a definiálatlanságra épít (az illúziók tudatos létrehozására), ezért hiányoznak verseiből az erős kontúrok és egyértelmű karakterek. Ez összefüggésben van Leopardi elméletével a szépről és az örömről, valamint a végtelen illúziójáról, amely a dolgok igaz szemléletének része. Szinte elemeire bontja föl ezt a totalizáló, végtelent fürkésző szemléletet. "Mondhatjuk (de csak megnevezés kérdése), hogy az én rendszerem nem rombolja le az abszolútumot, hanem megsokszorozza. Csak azt rombolja le, ami abszolútnak tartja önmagát, s azt teszi abszolúttá, amit relatívnak neveznek. Lerombolja a mindentől független és mindent megelőző jónak és rossznak, igaznak és hamisnak, tökéletesnek és tökéletlennek az absztrakt ideáját, ám minden lehetséges létezőt tökéletessé tesz, önmagában tökéletessé, amelyek mindegyike mintegy önmagában hordozza ennek a tökéletességnek az okát, és éppen ebben a mivoltukban létezhetnek. Tökéletesség, függetlenül bármilyen értelemtől és külső szükségszerűségtől, bármilyen preegzisztenciától." (Zibaldone, 1821. szeptember 25.)
Vagyis költészete a végesben, szubjektív élményekben és érzésekben mutatja meg és föl a végtelen lehetőséget és a létnek, mint lehetőségnek a végtelenségét. Célja a szöveg teljes metaforizálásával az absztrakt és elvont értelmek konkretizálása, valóságossá tétele, a jelentés radikalizálása abban az értelemben, hogy a szavak ősi tartalmát felszínre hozza és kikényszerítse. Ebben a költői felfogásában Horatius, Vergilius és Alfieri jelentették számára az előzményeket, s mindenekelőtt Petrarca költészete, akinél vers és olasz nyelv tökéletes formai egységét találta meg.

## Legfontosabb művei

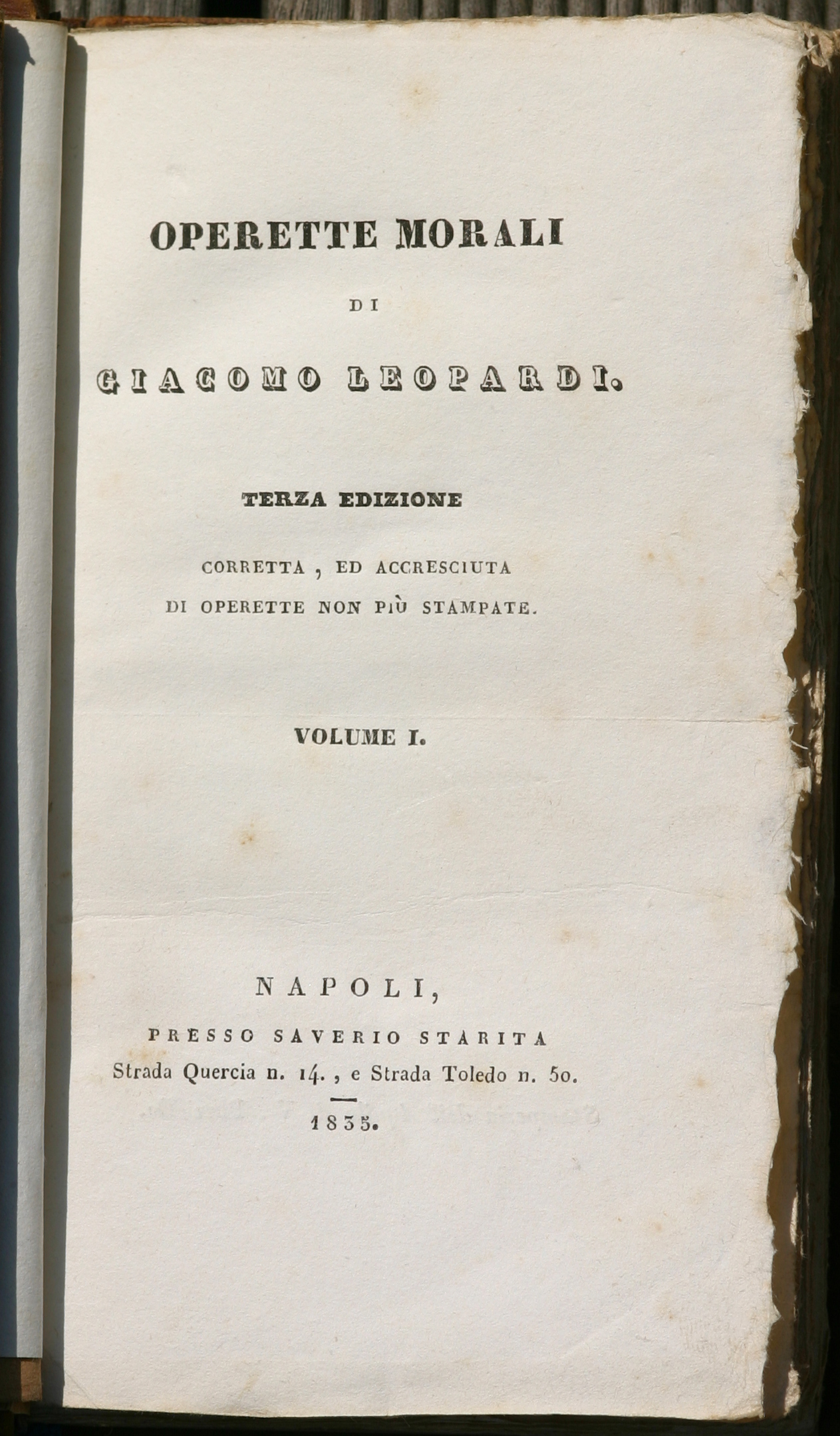
Operette Morali, Nápoly, 1835

STORIA DELL'ASTRONOMIA (A csillagászat története, 1813) Leopardi komoly érdeklődést mutatott kora természettudománya, mindenekelőtt a csillagászat iránt. Ez a kötet elképesztő tudásanyagot halmoz fel, amely nemcsak az európai, de az Európán kívüli (pl. maja) népek csillagászatával kapcsolatos nézeteket is tartalmazza. A kezdetektől 1811-ig tárgyalja a csillagászat főbb eseményeit. Jelentős részben más művek kompilációja ugyan, de az anyag elrendezése, értékelése rendkívüli képességeiről árulkodik.
SAGGIO SOPRA GLI ERRORI POPOLARI DEGLI ANTICHI (Tanulmány az ókoriak népszerű tévedéseiről, 1815) Ebben a kis kötetben Leopardi összegyűjtötte az ókori népek körében élt hiedelmeket, minthogy délidőben az istenek bizonyos helyeken láthatóak, vagy hogy a Nap minden alkalommal elmerül a tengerben, hogy aztán minden hajnalkor újjászülessen belőle. Szemlélete itt még a felvilágosodás szellemét követi, elítélve ezeket a bárgyú, babonás hiedelmeket. A gyűjtemény azonban nagyon is fontos forrása lesz későbbi költészetének.
APPRESSAMENTO DELLA MORTE (A halál közeledése, 1816) Leopardi legjelentősebb korai költői kísérlete ez a dantei tercinákban megírt költemény. Az öt canticában, a korai haláltól rettegő költőnek, egy angyal megmutatja a túlvilágot és bizonyságot ad minden evilági dolog iránti ragaszkodás értelmetlenségéről.
CANTI (1818-1837) Leopardi egész életében egyetlen összegző költői művön dolgozott, amely még életében meg is jelent, az Énekek (Canti). Különböző címek alatt összefoglalva, 1820-tól kezdve jelentek meg a művet alkotó költemények, amelynek magva egy 10 canzonéból álló ciklus. Közöttük a magyar költészetre is hatást gyakorló hazafias költeményeivel (Itáliához, Dante műemlékére) és mély, filozofikus verseivel (Angelo Maihoz, Szapphó utolsó éneke). Ehhez csatlakoznak később az idillek, köztük az egyik, talán a leghíresebb költeményével, a L'infinito-val (A végtelen). A mű utolsó nagy ciklusa (Aspasia-ciklus, amelyet a Fanny Targioni Tozzettihez fűzött reménytelen szerelem inspirált) költői elmélkedések a szerelemről, vagy inkább annak elvesztéséről, olyan híres költeményekkel, mint az Önmagamhoz, vagy a Holdnyugta. Emellett találunk hosszabb, rövidebb nosztalgikus, ironikus, filozofikus költeményeket (pisai-recanati dalok). Ez utóbbiak közül kiemelkedő Az ázsiai nomád pásztor éjjeli dala, amely mély faggatózás a létezés értelme körül. A gyűjtemény gyakorlatilag záró darabja a Rekettye, avagy a sivatag virága (La ginestra), amely rendkívüli irodalmi hatást gyakorolt a később jövőkre (magyarországi hatása kimutatható Babits Mihálynál, Szenteleky Kornélnál vagy éppen Tóth Árpádnál). A Canti teljes kiadásában 36 költeményt és 5 töredéket tartalmaz, amelyek elrendezése (I-XXXVI) megfelel a szerző akaratának.
DISCORSI (Értekezések, 1818-1824): Leopardi két hosszabb értekezéséről van szó. A Discorso di un italiano intorno alla poesia romantica (Egy olasz vizsgálódásai a romantikus költészet tárgyában) még 1818-ban született és Leopardi alapvető esztétikai nézeteit tartalmazza. A romantikával szemben látszólag klasszicista elveket vall a természet utánzásáról és az ókori mitológiák fontosságáról a költészetben. 1824-ben pedig a nemzeti hanyatlás okairól írt tanulmányt. Ez a Discorso sopra lo stato presente dei costumi degl’italiani (Vizsgálódás az olaszok erkölcseinek jelenlegi állapotáról). A jelen erkölcsi állapotát elemezve kifejti, hogy a modern társadalomból minden hagyományos integráló erő eltűnt, s egyetlenegy maradt: a kölcsönösen elismert társadalmi érdekek rendszere. Mint mondja,Itáliában még ez sincs!
OPERETTE MORALI (Rövid erkölcsi írások, 1824) Rövid dialógusokat, prózai írásokat tartalmazó kötet, amelynek jellegzetessége egyfajta komikus-szatirikus hangvétel. Ez a mű az olasz irodalmi nyelv legmagasabb szintű megfogalmazása, prózában is költőként való művelése. Leopardi ebben a műben összegzi világnézetét.
ZIBALDONE (Jegyzetfüzet, 1817-1832) Több mint 4000 oldalt számláló, naplószerű feljegyzések sorozatát tartalmazó mű. Olaszországi kiadására is csak a 19. század végén került sor. Nem is annyira napló, mint inkább tervezett művek többé-kevésbé kidolgozott vázlatait tartalmazza. Szociológiai, antropológiai, filozófiai, esztétikai és természetesen filológiai kérdéseket tárgyal benne. Egész gondolkodásának páratlan gyűjteménye, a modern ember tépelődéseivel és keresésével együtt.
PENSIERI (Gondolatok, 1836) A nagy moralisták mintájára összegyűjtött 111 hosszabb-rövidebb gondolatot, aforizmát tartalmazó mű, amely Leopardi társadalomról vallott, meglehetősen nyomasztó képét nyújtja. A gondolatokat szinte kivétel nélkül a Zibaldone is tartalmazza, de fennkölt nyelvi stílusban átformálva, újraalkotva. Valószínű, hogy befejezetlenül maradt ránk.
PARALIPOMENI (Hozzáfűzések a Békaegérharchoz, 1837) A kritika számára sem világos, hogy mikor kezdte el írni ezt az elbeszélő költeményt, de halála napjáig dolgozott rajta. Tudjuk, hogy Leopardi háromszor is lefordította a Homérosznak tulajdonított Békaegérharc című szatirikus művet, s annak mintájára alkotta meg a sajátját. Az utolsó nagy politikai látlelet ez osztrák és francia szorításban vergődő Itáliáról, a társadalmi fejlődés lehetetlenségéről, a túlvilági remények illuzórikusságáról. Leccafondi alvilágjárása mintegy ellentéte a dantei túlvilág járásnak, ahova válaszért megy, de semmit se kap egy hatalmas gúnykacajon kívül.
LEVELEK (1816-1837) Leopardi több mint két évtizeden át folytatott levelezése világirodalmi szempontból is kimagasló jelentőségű, nyelvi szépsége páratlan. Különösen a Giordanival váltott levelei fontosak, amelyekben teljes őszinteséggel számol be magánéletéről, gondolatairól, vágyairól és művészi elképzeléseiről. Leopardi egész gondolkodása megértésének felbecsülhetetlen dokumentumai.

### Leopardi magyar vonatkozásai
Leopardi nyugati, sőt oroszországi recepciója is viszonylag hamar megtörténik, de Magyarországon lassabban válik ismertté. Az 1830-as években már jelennek meg töredékek verseiből, de igazából csak a kiegyezés után kezd ismertté válni. Hazafias, sőt világfájdalmas költészete ott van Vajda János vagy Reviczky Gyula művei mögött. Filozófiai szempontból első nagyobb vizsgálója Buday József. 1890-ben Radó Antal fordításában megjelenik magyarul is a Canti. Újabb fordítások jelennek meg verseiből, például Babits Mihály és Szabó Lőrinc jóvoltából, Móritz György pedig 1942-ben tett közzé négy dialógust az Operette morali-ból. Az ötvenes években Rába György fordította újra modern magyar nyelvre Leopardi verseit, de csak 21 költeménnyel készült el. Az 1990-es évekig lényegében semmi nem történt (megítélésének bizonyára nem tett jót, hogy Mussolini kedvenc költőjének tekintette) magyarországi recepcióját illetően. 1992-ben aztán megjelent a Gondolatok Ördögh Éva fordításában. Erőfeszítéseinek köszönhetően 1998-ban megjelentek a Rövid erkölcsi írások is, amelynek fordításában közreműködött két kiváló italianista, Mátyus Norbert és Dávid Kinga.

## Magyarul
- Leopardi Giacomo összes lyrai versei; ford., tan. Radó Antal; Kisfaludy-Társaság, Bp., 1890
- Magános élet. Válogatott versek; ford. Rába György, utószó, jegyz. Nemeskürty István; Magvető, Bp., 1958
- Gondolatok; ford., bev. Ördögh Éva; JATE, Szeged, 1992
- Rövid erkölcsi írások; ford. Ördögh Éva, Mátyus Norbert, Dávid Kinga, jegyz., bev. Ördögh Éva; Eötvös, Bp., 1998 (Eötvös klasszikusok)
- Giacomo Leopardi; ford., tan. Rónai Mihály András; Glória, Bp., 2001 (Halhatatlanok)